# 大同火災海上保険
大同火災海上保険株式会社（だいどうかさいかいじょうほけん）は、沖縄県那覇市に本社を置く、沖縄県地盤の損害保険会社である。

## 営業拠点
- 本店（那覇市久茂地）
- 東京支店（東京都千代田区）

- 営業第一部
  - 企業法人課（本社内）
  - 自動車営業課（本社内）
  - 那覇支社（本社内）
  - 宮古支社（宮古島市）
  - 八重山支社（石垣市）

- 営業第二部
  - うらそえ支社（浦添市）
  - 中部支社（沖縄市）
  - 南部支社（与那原町）
  - 北部支社（名護市）

## 沿革[2]
- 1950年 9月 - 「琉球火災海上保険株式会社」を設立。
- 1953年12月 - 「沖縄火災海上保険株式会社」を設立。
- 1954年 3月 - 「南西火災海上保険株式会社」を設立。
- 1961年 8月 - 「球陽自動車保険相互会社」を設立。
- 1963年 9月 - 沖縄火災海上保険と南西火災海上保険が合併して「共和火災海上保険株式会社」となる。
- 1963年12月 - 共和火災海上保険が球陽自動車保険より契約及び財産の一切の業務を譲り受ける。
- 1971年12月10日 - 琉球火災海上保険と共和火災海上保険が合併して「大同火災海上保険株式会社」となる。
- 1972年5月15日 - 沖縄の日本復帰により、日本の元受損害保険会社となる。

## 参考
1. ↑  DAIDO FIRE AND MARINE INSURANCE COMPANY LIMITED, THE by Dun & Bradstreet, Inc.
2. ↑  会社概要